# Післяопераційні ускладнення
Післяопераційні ускладнення — складний симпотмокоплекс змін в організмі оперованого, що може становити небезпеку для здоров'я чи життя.
В післяопераційний період можуть виникати п.о.у. незважаючи на передопераційну підготовку, лікування та інші профілактичні заходи.

## Класифікація
За терміном виникнення усі п.о.ускладнення поділяють на:
- Ранні (2-3 доби після операції)
- Пізні (від 3 діб до 1 місяця, після операції)
- Пізні віддалені (від 1 місяця до 1 року)

П.о. ускладнення виникають:
- із сторони рани
- нервової системи
- органів дихання
- серцево-судинної системи
- органів травлення
- сечостатевої системи
- ендокринологічні ускладнення
- м'язів та кісток

## Профілактика та лікування
Найчастішими п.о.у. зі сторони рани є кровотеча (зовнішня, внутрішня), інфікування та нагноєння, розходження швів.
Для попередження виникнення кровотечі на рану накладають спеціальний вантаж, міхур з льодом, напівспиртовий компрес, вводять кровозупинні препарати до, під час та після операції. У тяжких випадках, коли консервативні заходи профілактики і лікування неефективні та існує загроза для життя — виконують повторну операцію.
З метою профілактики інфікування хірургічної рани, в першу чергу операційне поле відповідно готують до операції та обробляють антисептиками, під час операції суворо дотримуються правил асептики та антисептки, в післяопераційному періоді рану захищають стерильним перев'язувальним матеріалом та проводять періодичну його заміну із застосуванням лікувальних речовин, також використовують організаційні заходи роботи відділень хірургічного профілю.